# Кристиана Еберхардина фон Бранденбург-Байройт
Кристиана Еберхардина фон Бранденбург-Байройт (на немски: Christiane Eberhardine von Brandenburg-Bayreuth; * 29 декември 1671, Байройт; † 4 септември 1727, Преч на Елба) от фамилията Хоенцолерн, е принцеса от Бранденбург-Байройт и чрез женитба от 1694 до 1727 г. курфюрстиня на Саксония и от 1697 до 1727 г. титулярна кралица на Полша.

## Произход
Тя е най-възрастната дъщеря на маркграф Кристиан Ернст фон Бранденбург-Байройт (1644 – 1712) и втората му съпруга София Луиза фон Вюртемберг (1642 – 1702), дъщеря на херцог Еберхард III фон Вюртемберг.

## Брак с Август II
Кристиана Еберхардина се омъжва на 20 януари 1693 г. в Байройт за саксонския курфюрст Август II Силни (1670 – 1733), крал на Полша и велик княз на Литва. След това те отиват в Дрезден. Тя ражда на 17 октомври 1696 г. в Дрезден син Фридрих Август II. По случай раждането му курфюрстът ѝ подарява дворец Преч на Елба, където тя се оттегля малко след това.
Кристиана Еберхардина умира самотна на 55 години и е погребана на 6 септември 1727 г. в градската църква на Преч. Нейният съпруг и син не присъстват на погребението.
Ханс Карл фон Кирхбах организира в Лайпциг траурно празненство, за което Йохан Себастиан Бах пише така наречената Trauerode („Laß, Fürstin, laß noch einen Strahl“), която е представена за пръв път на 17 октомври 1727 г. в Паулинската църква в Лайпциг.

## Деца
Кристиана Еберхардина и Август II имат един син:
- Фридрих Август II (1696 – 1763), курфюрст на Саксония и крал на Полша, женен на 20 август 1719 г. за ерцхерцогиня Мария Йозефа Австрийска (1699 – 1757), дъщеря на император Йозеф I.